# Bayerische D II (1. Besetzung)
Die D II der Königlich Bayerischen Staatseisenbahnen war eine Vizinalbahn-Tenderlokomotive mit zwei Kuppelachsen. Da diese schon in den Jahren 1891–1894 aus dem Betrieb schieden, wurde ihre Gattungsbezeichnung für die 1898 eingeführte C-gekuppelte Rangierlokomotive wiederverwendet.
Die D II waren die kleinsten normalspurigen Lokomotiven, die die Königlich Bayerischen Staatseisenbahnen je besessen hat. Sie entsprachen einem Werkstyp von Krauss, der in zahlreichen Varianten für verschiedene Zwecke an Bahnen und Baufirmen geliefert wurde. Der Kessel trug anstelle eines Dampfdoms lediglich einen Regulatoraufsatz hinter dem Kamin, von dem aus die Dampfeinströmrohre außen am Kessel zu den Zylindern führten. Die Dampfzufuhr regelte eine außenliegende Allansteuerung. Die Lokomotive fuhr auf gegossenen Scheibenrädern und verfügte über einen Wasserkastenrahmen, das heißt der Raum zwischen beiden Rahmenwangen war als Wasserbehälter ausgebildet. Der Führerstand war anfangs nur durch ein freistehendes Dach geschützt; erst später erhielten die Lokomotiven ein vollständiges Führerhaus mit nach vorne abgeschrägtem Dach.
Zum Einsatz kamen die D II auf den in den frühen 1870er Jahren eröffneten Vizinalbahnen Siegelsdorf–Langenzenn, Immenstadt–Sonthofen und Georgensgmünd–Spalt. Da ihre geringe Leistungsfähigkeit bald auch für den einfachen Nebenbahnbetrieb nicht mehr ausreichte, wurden sie nach nur zwei Jahrzehnten Betriebszeit ausgemustert.